# خبينة السفلى (اسماعيلية)
خبينة السفلى (بالفارسية: خبینه سفلی) هي قرية وتقع في إيران في قسم إسماعيلية الريفي. يقدر عدد سكانها بـ 537 نسمة بحسب إحصاء 2016.